# شبكرمة عريضة الأوراق
شبكرمة عريضة الأوراق (الاسم العلمي:Ampelopsis latifolius) هي نوع غير مؤكد من النباتات يتبع جنس الشبكرمة من فصيلة الكرمية.